# Ryoto Higa
Ryoto Higa (født 17. oktober 1990) er en japansk fodboldspiller.
Han har spillet for flere forskellige klubber i sin karriere, herunder FC Gifu og Blaublitz Akita.